# Paulos Tzadua
Paulos Tzadua (25 de agosto de 1921 — 11 de dezembro de 2003) foi um metropolita da Igreja Católica Etíope e cardeal da Igreja Católica.

## Vida
Paulos Tzadua nasceu em 25 de agosto de 1921 em Addifini, Etiópia. Ele estudou na Escola Secundária Italiana de Asmara e mais tarde formou-se em direito na Universidade Católica do Sagrado Coração de Milão.
Paulos Tzadua foi ordenado padre em 12 de março de 1944 e serviu por cinco anos em missões na Etiópia. Continuou seus estudos em Asmara e depois em Milão e em 1960 tornou-se secretário do arcebispo de Addis Abeba. De 1961 a 1973, lecionou na Universidade de Addis Abeba.
Em 1 de março de 1973, foi escolhido bispo-auxiliar de Addis Abeba e consagrado bispo-titular de Abila na Palestina em 20 de maio, pelo metropolita de Adis Abeba Asrate Mariam Yemmeru, coadjuvado por François Abraha, bispo de Asmara e por Sebhat-Leab Worku, S.D.B., bispo de Adigrat. Em 24 de fevereiro de 1977, ele sucedeu ao Arcebispo Asrate Yemmeru como Arcebispo Católico Etíope de Addis Abeba.
Em 24 de abril de 1985, foi anunciada a sua criação como cardeal pelo Papa João Paulo II, no Consistório de 25 de maio, em que recebeu o barrete vermelho e o título de cardeal-presbítero de Santíssimo Nome de Maria na Via Latina. Foi o primeiro cardeal etíope.
Aos 77 anos, Paulos Tzadua se aposentou como chefe da Arquidiocese de Addis Abeba em 11 de setembro de 1998. Ele morreu em Roma em 11 de dezembro de 2003 e, após saber da notícia da morte do cardeal, o Papa João Paulo II enviou a Berhaneyesus Demerew Souraphiel, arcebispo de Addis Abeba, um telegrama de condolências. As suas exéquias foram presididas pelo Papa João Paulo II, que também fez a homilia. A missa foi concelebrada pelo cardeal Joseph Ratzinger, decano do Colégio Cardinalício, junto com os cardeais na Basílica de São Pedro em 16 de dezembro. Ele foi sepultado no Cemitério Católico de São Pedro e São Paulo, em Adis Abeba, no domingo, 21 de dezembro.

## Obras
Como estudioso Paulos Tzadua é conhecido por sua tradução em Inglês (1968) e edição do Fetha Nagast e por seus estudos sobre a Liturgia da Etiópia.